# Parque eólico de Maranchón
El parque eólico de Maranchón es una agrupación de aerogeneradores situado en torno al municipio de Maranchón, en el noreste de la provincia de Guadalajara (España). Es uno de los mayores parques eólicos de Europa en potencia, con 208 MW instalados. Es propiedad de Iberdrola.